# Виттенборн
Виттенборн (нем. Wittenborn) — община в Германии, в земле Шлезвиг-Гольштейн. 
Входит в состав района Зегеберг. Подчиняется управлению Лецен.  Население составляет 827 человек (на 31 декабря 2010 года). Занимает площадь 6,19 км².